# クリストフ・コワン
クリストフ・コワン（Christophe Coin, 1958年1月26日 - ）は、フランス出身のチェロ奏者。
カーンの生まれ。パリ音楽院でアンドレ・ナヴァラの薫陶を受け、1974年にプルミエ・プリを獲得して卒業した。その後、ウィーン国立音楽院でニコラウス・アーノンクール、バーゼル・スコラ・カントルムでジョルディ・サバールの各氏に師事。ウィーン・コンツェントゥス・ムジクス、エスペリオンXXやエンシェント室内管弦楽団等に参加した後、1984年にモザイク・アンサンブル及びモザイク四重奏団を設立。
1988年より母校であるパリ音楽院やバーゼル・スコラ・カントルムでバロック・チェロやヴィオラ・ダ・ガンバを教えている。